# Kanton Tavernes
Kanton Tavernes (fr. Canton de Tavernes) je francouzský kanton v departementu Var v regionu Provence-Alpes-Côte d'Azur. Tvoří ho sedm obcí.

## Obce kantonu
- Artignosc-sur-Verdon
- Fox-Amphoux
- Moissac-Bellevue
- Montmeyan
- Régusse
- Sillans-la-Cascade
- Tavernes